# Jesús María Lacruz
Jesús María Lacruz (Pamplona, 25 aprile 1978) è un ex calciatore spagnolo, di ruolo difensore.

## Carriera

### Club
Ha giocato nella prima divisione spagnola.

### Nazionale
Ha partecipato ai Mondiali Under-20 del 1997, agli Europei Under-21 del 2000 ed ai Giochi Olimpici del 2000, nei quali ha anche vinto una medaglia d'argento.

## Palmarès

### Nazionale
- Argento olimpico: 1

Sydney 2000